# Heinrich-Wilhelm Ronsöhr

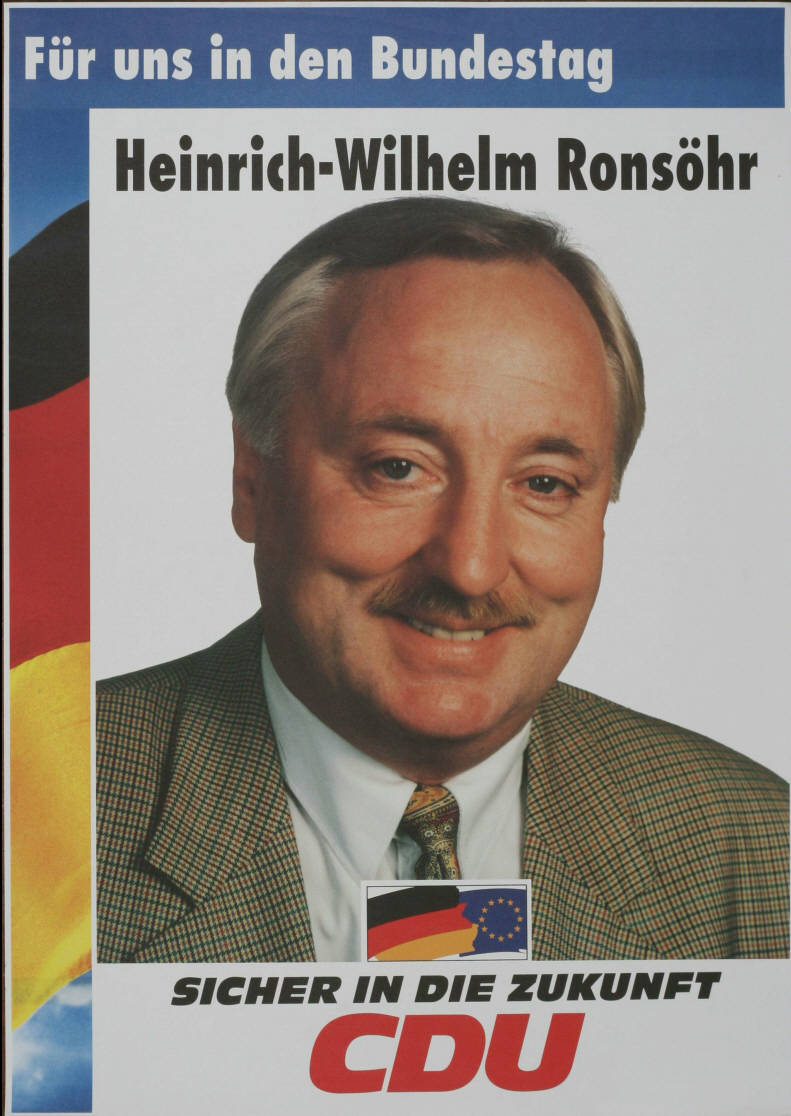
Kandidatenplakat zur Bundestagswahl 1994

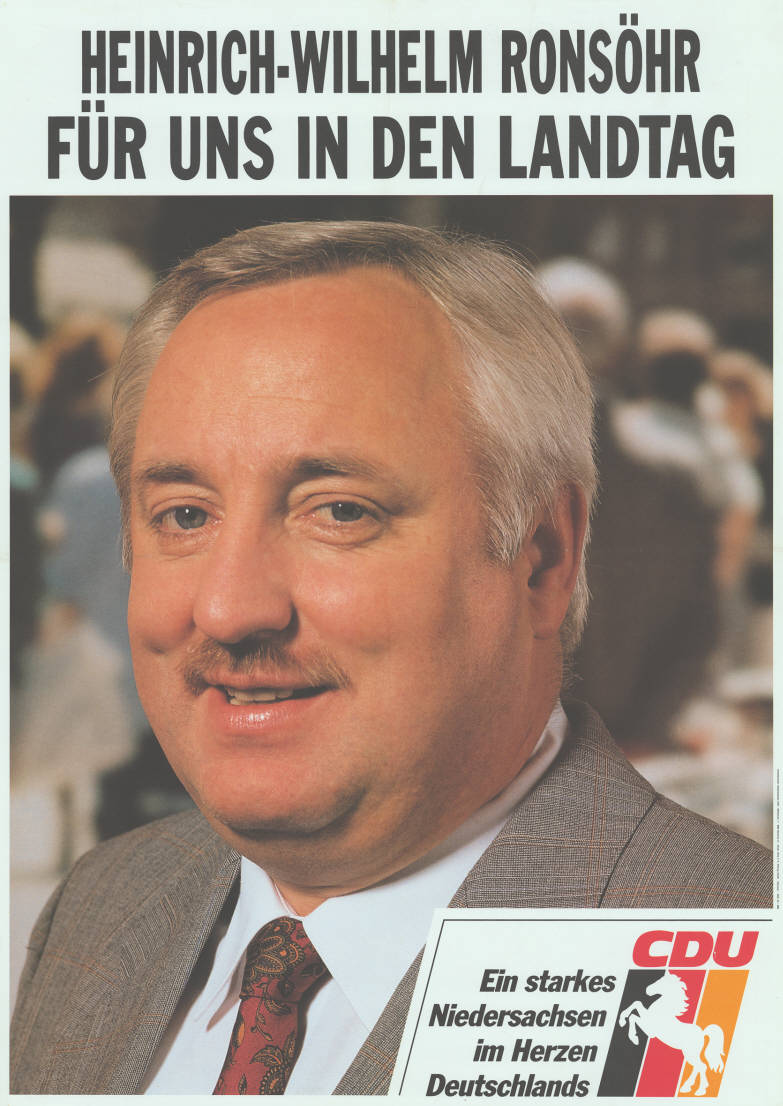
Kandidatenplakat zur Landtagswahl in Niedersachsen 1990

Heinrich-Wilhelm Ronsöhr (* 8. Januar 1945 in Rennau; † 3. März 2010 ebenda) war ein deutscher Politiker (CDU).

## Leben
Nach dem Ende der Volksschule besuchte Heinrich-Wilhelm Ronsöhr eine Landwirtschaftsschule und absolvierte eine Ausbildung in der Landwirtschaft. Im Anschluss arbeitete er seit dem Jahr 1976 in Rennau als selbstständiger Landwirt. Nach längerer Krankheit infolge eines Unfalls starb er am 3. März 2010 in Rennau. Die Beisetzung fand in Rennau am 11. März 2010 statt.

## Politik
Er trat in die CDU 1972 ein und wurde auch Mitglied der Jungen Union. Zwei Jahre später, 1974, wurde er in der Braunschweiger Jungen Union stellvertretender Landesvorsitzender und blieb bis 1980 in dieser Position. Ebenfalls 1974 wurde er in der CDU Helmstedt Stellvertreter des Kreisvorsitzenden. In der Gemeinde Rennau war er in den Jahren 1974 bis 1981 Mitglied des Rates, Vorsitzender der CDU-Fraktion, Stellvertreter des Bürgermeisters und Gemeindedirektor in ehrenamtlicher Funktion. Zudem wurde er 1974 Mitglied des Rates der Samtgemeinde Grasleben und Vorsitzender der dortigen CDU-Fraktion. Vom 21. Juni 1986 bis 20. Juni 1994 war er Mitglied des Niedersächsischen Landtages (11. und 12. Wahlperiode). Von 1994 bis 2005 (13. bis 15. Wahlperiode) war er Mitglied des Deutschen Bundestags. Zuletzt wurde er über die Landesliste der CDU in Niedersachsen gewählt. In seiner Landtags- und Bundestagszeit von 1986 bis 2005 hatte sich Heinrich-Wilhelm Ronsöhr der Agrarpolitik verschrieben und diesen Bereich in der 14. Wahlperiode für die CDU/CSU-Bundestagsfraktion geleitet.
Von 1994 bis 2006 übernahm Ronsöhr den Vorsitz des CDU-Landesverbandes Braunschweig. Am 8. Juli 2006 unterlag er bei einem Landesparteitag in der Kampfabstimmung gegen Jochen-Konrad Fromme. Bis 2006 war Ronsöhr stellvertretender Vorsitzender der CDU in Niedersachsen.
Der CDU-Kreisverband Helmstedt wählte ihn 2008 zum Ehrenmitglied.